# Provincie Háíl
Háíl je jedna z provincií Saúdské Arábie. Leží v historickém regionu Nadžd v severní části země na severu Arabského poloostrova. Hlavním městem provincie je Háíl. V roce 2022 v provincii žilo přibližně 746 tisíc obyvatel, z nichž asi dvě třetiny žily právě ve městě Háíl. Provincie se dále dělí na osm guvernorátů a 84 marákiz. Asi 77 % obyvatel regionu tvoří Saúdové.